# Суюншалиев, Хангали Жумашевич
Хангали́ Жума́шевич Суюншали́ев (каз. Ханғали Жұмашұлы Сүйіншәлиев; 5 декабря 1918, Тайпакский район, Уральская область — 20 июня 2006, Алма-Ата) — литературовед, исследователь творчества Абая.

## Биография
Родился в Тайпакском районе Уральской области.
Участник Великой Отечественной войны, участник обороны Москвы. Был ранен, перенёс ампутацию пальцев ноги; спустя 50 лет перенёс ампутацию ноги.
С 1942 года преподавал в педагогических вузах Казахской ССР: в Уральском пединституте, с 1953 — в КазГУ им. Кирова.
Член КПСС с 1944 года.

### Семья
- Жена — Аксулу Талапкалиевна Суюншалиева (Жумалиева)[5].
- Дети — два сына, три дочери.
- Внуки, правнуки со стороны сыновей — Санжар, Аяна, Алишер, Лейла[источник не указан 3054 дня].Олег.

## Научная деятельность
В 1952 году защитил кандидатскую, в 1969 — докторскую диссертацию.
Основное направление исследований — творчество Абая.
В числе его учеников — ректоры университетов, профессора, А. Б. Дербисали (верховный муфтий Казахстана в 2010—2013).

### Избранные труды
- Кенжебаев Б., Суюншалиев Х. Ж. Султанмахмут Торайгыров : (Биобиблиогр. очерк). — Алма-Ата : [б. и.], 1958. — 28 с. — (Книжная выставка/ Глав. упр. издательств и полигр. пром-сти М-ва культуры Казах. ССР. Декада казах. искусства и литературы в Москве. 1958).
- Нуртазин Т., Суюншалиев Х. Ж. Сабит Муканов : (Биобиблиогр. очерк). — Алма-Ата : [б. и.], 1958. — 26 с. — (Книжная выставка/ М-во культуры Казах. ССР. Глав. упр. издательств и полигр. пром-сти. Декада казах. искусства и литературы в Москве. 1958).
- Суюншалиев Х. Ж. Абай Кунанбаев и русская классическая литература : (В помощь лекторам). — Алма-Ата : Б. и., 1954. — 40 с.
- Суюншалиев Х. Ж. Джамбул Джабаев : (Биобиблиогр. очерк). — Алма-Ата : [б. и.], 1958. — 20 с. — (Книжная выставка/ М-во культуры Казах. ССР. Глав. упр. издательств и полигр. пром-сти. Декада казах. искусства и литературы в Москве. 1958).
- Суюншалиев Х. Ж. Казахская литература VIII—XVIII веков : [Учеб. пособие для филол. фак.] (казах.). — Алма-Ата : Мектеп, 1989. — 279 с. — ISBN 5-625-00483-8
- Суюншалиев Х. Ж. Проза Абая Кунанбаева : Автореф. дис. … канд. филол. наук. — Алма-Ата, 1952. — 16 с.
- Суюншалиев Х. Ж. Родники казахской поэзии (казах.). — Алма-Ата: Жазушы, 1987. — 216 с.[6]
- Суюншалиев Х. Ж. Становление и развитие казахской литературы : (С раннего периода до конца XIX вв.) : Автореф. дис. … д-ра филол. наук. — Алма-Ата : [б. и.], 1969. — 119 с.
- Суюншалиев Х. Ж., Габдиров И. Х. Г. Мустафин : (Биобиблиогр. очерк). — Алма-Ата : [б. и.], 1958. — 26 с. — (Книжная выставка/ М-во культуры Казах. ССР. Глав. упр. издательств и полигр. пром-сти. Декада казах. искусства и литературы в Москве. 1958).

## Награды
- Орден Отечественной войны I степени (23.12.1985)[7]
- орден Красной Звезды[1]
- 7 медалей[1]
- Почётный гражданин Уральска[1].

## Память
14 апреля 2010 года на филологическом факультете КазНУ им. Аль-Фараби открыт музей памяти Хангали Жумашевича Суюншалиева; в его экспозицию переданы ордена, медали и рукописи Х. Ж. Суюншалиева.